# Gauliga Westfalen 1941/42
De Gauliga Westfalen 1941/42 was het negende voetbalkampioenschap van de Gauliga Westfalen. Schalke 04 werd kampioen en plaatste zich voor de eindronde om de Duitse landstitel. De eindronde werd geherstructureerd en in een knock-outsysteem gespeeld. Na overwinningen op FV Stadt Düdelingen, 1. FC Kaiserslautern, SG SS Straßburg en Kickers Offenbach plaatste de club zich voor de zesde keer op rij voor de finale, die met 2-0 gewonnen werd van First Vienna FC.

## Eindstand
| Plaats | Club                    | Wed. | W  | G | V  | Saldo | Ptn.  |
| ------ | ----------------------- | ---- | -- | - | -- | ----- | ----- |
| 1.     | FC Schalke 04           | 18   | 15 | 2 | 1  | 93:10 | 32:40 |
| 2.     | BV Borussia 09 Dortmund | 18   | 11 | 2 | 5  | 58:38 | 24:12 |
| 3.     | VfL Bochum              | 18   | 9  | 2 | 7  | 30:27 | 20:16 |
| 4.     | Gelsenguß Gelsenkirchen | 18   | 7  | 5 | 6  | 37:35 | 19:17 |
| 5.     | VfL Altenbögge          | 18   | 9  | 1 | 8  | 49:53 | 19:17 |
| 6.     | DSC Arminia Bielefeld   | 18   | 8  | 3 | 7  | 44:48 | 19:17 |
| 7.     | SC Westfalia 04 Herne   | 18   | 7  | 3 | 8  | 26:32 | 17:19 |
| 8.     | SpVgg Röhlinghausen     | 18   | 4  | 4 | 10 | 20:44 | 12:24 |
| 9.     | SpVgg 12 Herten         | 18   | 5  | 2 | 11 | 24:54 | 12:24 |
| 10.    | VfB 03 Bielefeld        | 18   | 3  | 0 | 15 | 20:60 | 06:30 |

|  | Kampioen, geplaatst voor nationale eindronde |
|  | Degradatie naar Bezirksliga                  |

## Promotie-eindronde

### Groep A
| Plaats | Club                 | Wed. | Saldo | Ptn. |
| ------ | -------------------- | ---- | ----- | ---- |
| 1.     | SV Arminia 08 Marten | 6    | 19:14 | 8:4  |
| 2.     | Preußen Bochum       | 6    | 11:8  | 8:4  |
| 3.     | Deutscher SC Hagen   | 6    | 21:19 | 4:8  |
| 4.     | SV Olpe              | 6    | 15:25 | 4:8  |

|  | Promotie naar Gauliga Westfalen 1942/43 |

### Groep B
| Plaats | Club               | Wed. | Saldo | Ptn. |
| ------ | ------------------ | ---- | ----- | ---- |
| 1.     | STV Horst-Emscher  | 3    | 14:4  | 6:0  |
| 2.     | SC Preußen Münster | 4    | 8:11  | 2:6  |
| 3.     | Teutonia Lippstadt | 3    | 4:11  | 2:4  |